# Fraccionamiento el Mirador, Nuevo Parangaricutiro
Fraccionamiento el Mirador är en ort i Mexiko.   Den ligger i kommunen Nuevo Parangaricutiro och delstaten Michoacán de Ocampo, i den södra delen av landet, 300 km väster om huvudstaden Mexico City. Fraccionamiento el Mirador ligger 1 970 meter över havet och antalet invånare är 152.
Terrängen runt Fraccionamiento el Mirador är lite bergig. Runt Fraccionamiento el Mirador är det tätbefolkat, med 286 invånare per kvadratkilometer. Närmaste större samhälle är Uruapan, 8,3 km öster om Fraccionamiento el Mirador. I omgivningarna runt Fraccionamiento el Mirador växer huvudsakligen savannskog.